# Steirodon bilobatoides
Steirodon bilobatoides är en insektsart som beskrevs av Emsley 1970. Steirodon bilobatoides ingår i släktet Steirodon och familjen vårtbitare. Inga underarter finns listade i Catalogue of Life.